# أنطون بيوركمان
أنطون بيوركمان (بالسويدية: Anton Björkman)‏ هو لاعب هوكي الجليد سويدي، ولد في 13 مايو 1999 في لينشوبينغ في السويد.

## وصلات خارجية
- أنطون بيوركمان على موقع EliteProspects.com (الإنجليزية)
- أنطون بيوركمان على موقع Eurohockey.com (الإنجليزية)
- أنطون بيوركمان على موقع HockeyDB.com (الإنجليزية)